# Cnide

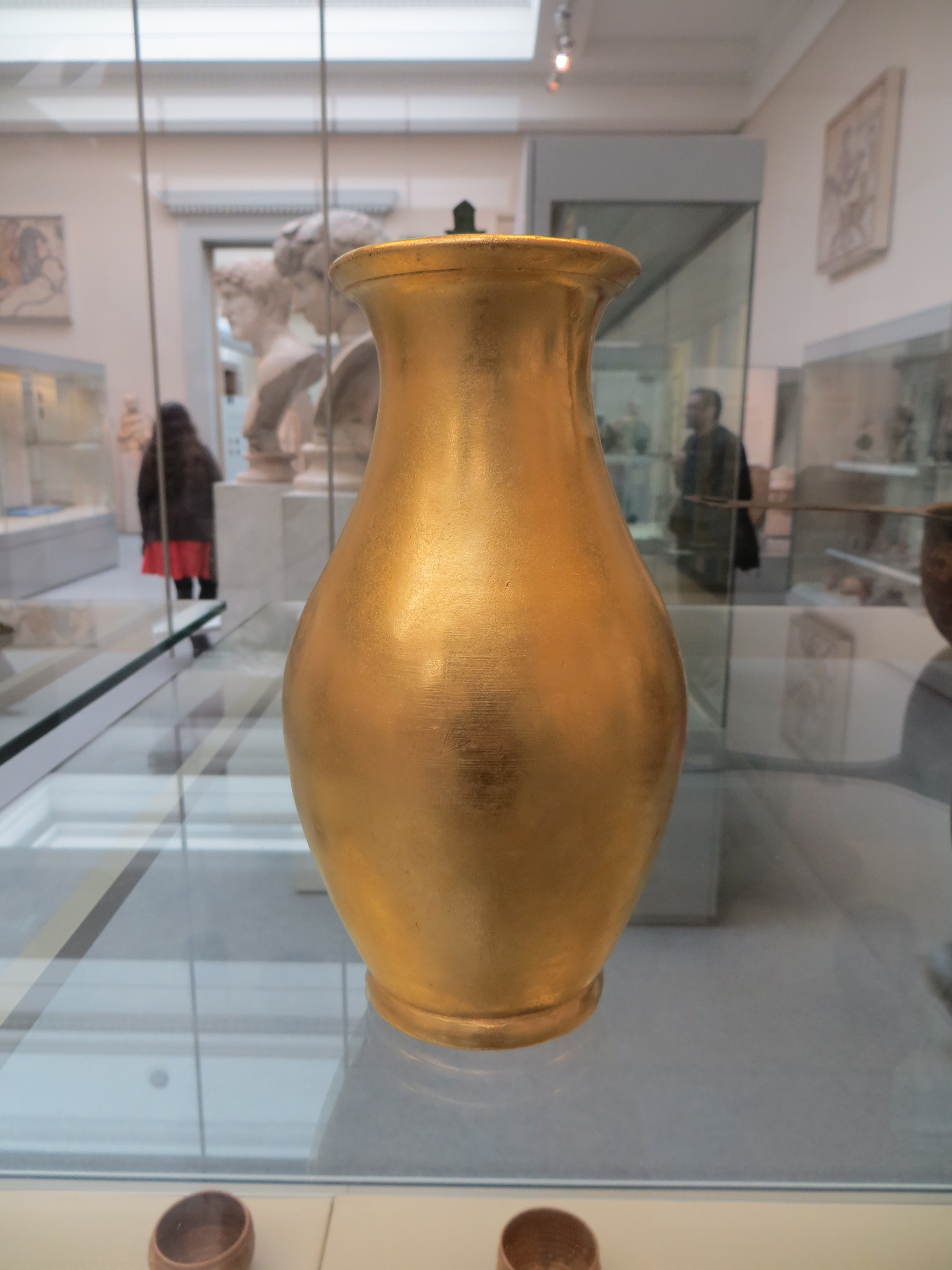
Vase en or retrouvé au large de Cnide, et datant du règne de l'empereur Claude (British Museum).

Cnide ou Knidos est une ville de la Grèce antique située sur les côtes de Carie, dans l'actuelle Turquie, au nord de l'île de Rhodes.

## Histoire

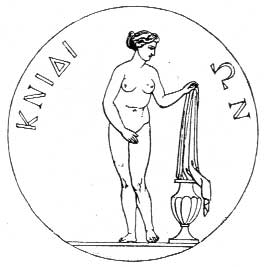
Gravure d'une pièce de Cnide représentant Aphrodite.

On trouve déjà mention d'esclaves de Cnide (ki-ni-di-ya) dans les archives écrites en Linéaire B du palais de la Pylos mycénienne. Les fouilles archéologiques ont mis au jour des vestiges minoens et mycéniens, bien qu'on ignore encore qui, des Minoens ou des Mycéniens, a fondé cette colonie. Elle devint par la suite une colonie dorienne, membre de l'Hexapole dorienne.
Vers 580 av. J.-C., elle prit part à la colonisation de la Sicile et était représentée à l'Hellenion de Naucratis ; et l'on sait qu'en -565-64 elle est déjà sous domination perse. Vers 550, elle finance la construction d'un temple à Delphes. Elle est alliée aux Perses à la bataille de Salamine (480 av. J.-C.). Après la défaite perse du cap Mycale en 479 av. J.-C. la cité rejoint la ligue de Délos mais se révolte contre la domination athénienne en 412 av. J.-C. Elle est subjuguée par Sparte, avant d'être reconquise par les Perses. Vers 394 avant notre ère, Conon d'Athènes, amiral de la flotte perse, détruit la flotte spartiate lors de la bataille de Cnide. Cité de l'empire des Lagides pendant l'essentiel du IIIe siècle av. J.-C., elle tombe en 190 av. J.-C. sous influence rhodienne, et recouvre enfin sa liberté en 167 avant notre ère.
Durant la période romaine, Cnide dépend de la province d'Asie. De 263 à 467 apr. J.-C. la cité est victime de nombreux séismes. Ouverte sur la mer, la cité est anéantie vers le milieu du VIIe siècle par les raids répétés des flottes arabes et, ayant perdu toute importance, n'est plus qu'un simple village de pêcheurs réutilisant les ruines de la Cnide antique pour ses propres constructions. Au XIIIe siècle celui-ci passe sous la domination du beylicat turc des Mentéchéïdes et au XVe siècle sous celle de l'Empire ottoman. Le site n'est aujourd'hui habité que par quelques gardiens, commerçants et restaurateurs vivant du tourisme et dépendant de la commune de Yazıköy située à plusieurs kilomètres à l'intérieur des terres.

### Rayonnement dans l'Antiquité
À la période hellénistique, ce port était réputé pour son école de médecine, mais la théorie selon laquelle celle-ci existait déjà au début de l'époque classique est infondée. L'astronome Eudoxe de Cnide, l'historien Ctésias qui relate l'histoire de la Perse, et Sostrate de Cnide, architecte du phare d'Alexandrie sont nés à Cnide ; Sostratos y bâtit des portiques. C'est au temple d'Aphrodite de Cnide que se trouvait la célèbre statue de la déesse réalisée par le sculpteur Praxitèle. En 1858, une équipe d'archéologues britanniques découvre une sculpture monumentale de lion exposée depuis au British Museum de Londres. Un sanctuaire de la fédération dorienne, le Triopion, se trouvait à Cnide ou dans ses environs. Ville encore relativement importante de l'Empire romain évoluant en Empire byzantin, Cnide possède le statut de ville libre. La Bible mentionne aussi ce port grec : dans les Actes des Apôtres, chap. 27, verset 7, Luc relate ainsi son voyage avec Paul : « Naviguant lentement pendant plusieurs jours et parvenus non sans peine à hauteur de Cnide, le vent ne nous étant pas favorable, nous passâmes en dessous de la Crète, du côté de Salmonè… » Dans l'Antiquité tardive, alors que l'Empire romain d'Orient s'est christianisé, Cnide devient un siège épiscopal et son nom reste aujourd'hui celui d'un Siège titulaire pour les deux églises issues de la Pentarchie : l'orthodoxe et la catholique.

Panorama du site de Cnide.